# 박춘길
박춘길(朴春吉, 1945년 9월 4일 ~ )은 대한민국의 정치인이다. 제1·3·4대 부산광역시 금정구의원이다.

## 학력
- 금사국민학교 졸업
- 동래중학교 졸업
- 부산전자공업고등학교 졸업
- 동아대학교 졸업

## 경력
- 금사.서3동 청년회 초대 회장
- 부산광역시 청소년 선도위원
- 1991.07 ~ 1995.06 제1대 부산직할시 금정구의회 의원
- 1991.07 ~ 1993.03 제1대 부산직할시 금정구의회 전반기 총무사회산업위원회 위원
- 1993.03 ~ 1995.03 제1대 부산직할시 금정구의회 후반기 도시산업위원회 위원
- 1995.03 ~ 1995.06 제1대 부산직할시 금정구의회 후반기 도시산업위원회 위원
- (사)한국 한마을등불회 자문위원
- 재부박씨 종친회 금정지부 부지부장
- 금사동 주민자치위원회 고문
- 서금발전협의회 자문위원
- 동아대학교 총동문회 부회장
- 민주평화통일 자문위원
- 1998.07 ~ 2002.06 제3대 부산광역시 금정구의회 의원
- 1998.07 ~ 2000.07 제3대 부산광역시 금정구의회 전반기 총무사회산업위원회 위원장
- 2000.07 ~ 2002.06 제3대 부산광역시 금정구의회 후반기 의회운영위원회 위원
- 2000.07 ~ 2002.06 제3대 부산광역시 금정구의회 후반기 도시산업위원회 위원
- 2002.07 ~ 2006.06 제4대 부산광역시 금정구의회 의원
- 2002.07 ~ 2004.07 제4대 부산광역시 금정구의회 전반기 사회도시위원회 위원장
- 2004.07 ~ 2006.06 제4대 부산광역시 금정구의회 후반기 의장

## 역대 선거 결과
|  | 36.6% |

|  | 46.15% |

|  | 0% |

|  | 55.82% |

|  | 15.73% |